# Ilan Chet
Ilan Chet (hébreu : אילן חת ; né le 12 avril 1939) est un microbiologiste israélien et professeur à l'Université hébraïque de Jérusalem, Faculté d'agriculture à Rehovot. Il est nommé Secrétaire général adjoint de l'Union pour la Méditerranée en 2010, chargé de sa Division de l'enseignement supérieur et de la recherche. En 2000, il est président de l'Institut Weizmann des Sciences.

## Biographie
Chet est né à Haïfa, en Israël. Il obtient sa licence (1962), sa maîtrise (1964) et son doctorat à la Faculté d'agriculture de l'Université hébraïque de Jérusalem. Il obtient son doctorat en microbiologie.
Chet est reconnu comme un pionnier dans le domaine du contrôle biologique des agents pathogènes des plantes qui causent d’importantes pertes de récoltes. Ses recherches portent sur le contrôle biologique des maladies des plantes à l’aide de micro-organismes respectueux de l’environnement, en se concentrant sur les aspects fondamentaux, appliqués et biotechnologiques de ce domaine. Chet a publié plus de 300 articles dans des revues scientifiques internationales, édité trois livres dans son domaine et détient 30 brevets.
En 1990, il reçoit le prix Rothschild d'agriculture, en 1994, le prix Max-Planck, en 1996, le prix japonais Arima de microbiologie appliquée. En 1996, il reçoit le Prix Israël en agriculture. En 1998, il reçoit le Prix Wolf d'agriculture,. En 2011, il reçoit le prix Solomon Bublick de l'Université hébraïque de Jérusalem.
Il est membre de l'Académie israélienne des sciences et lettres depuis 1998 et, en 2000, il est nommé au poste de président de l'Institut Weizmann des Sciences.